# 4872 Grieg
4872 Grieg eller 1989 YH7 är en asteroid i huvudbältet som upptäcktes den 25 december 1989 av den tyske astronomen Freimut Börngen vid Tautenburg-observatoriet. Den är uppkallad efter den norske tonsättaren Edvard Grieg.
Asteroiden har en diameter på ungefär 7 kilometer.